# 第二代何奥子爵埃马纽埃尔·何奥
埃马纽埃尔·何奥 （Emanuel Scrope Howe）(1700–1735年3月29日)是一名英国政治家和殖民地行政官。

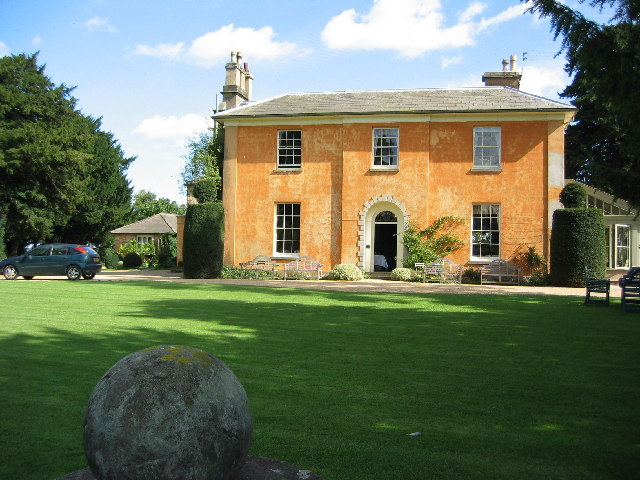
何奥位于诺丁汉郡的家族庄园

## 个人生活
何奥的父亲是第一代何奥子爵斯科普·何奥，斯科普是一位辉格党议员。何奥于1713年从他父亲那里继承了子爵爵位和家族庄园。
1722年，何奥成为议会议员。1732年，他遇到了经济困难，纽卡斯尔公爵建议他辞去职务，并前往西印度殖民地担任巴巴多斯的总督，年薪约7,000英镑。何奥接受了公爵的建议，于1733年起担任巴巴多斯总督，直到1735年在那里死于疾病。 

## 家庭
1719年，他与约翰·阿道夫·冯·基尔曼赛格的女儿夏洛特结婚，夏洛特是德国王子欧内斯特·奥古斯都的后代。

使伊曼纽尔·何奥出名的可能是他的四个儿子。他的其中三个儿子在英国军队服役，第四个担任舰长。最年长的乔治·何奥是一位富有创新精神的军官，于1758年在钟琴之战中阵亡。理查德·何奥加入了海军，并晋升为海军上将。威廉·何奥因在1759年占领魁北克而闻名。在1776年至1778年期间，伊曼纽尔的儿子威廉和理查德分别在美国独立战争期间指挥北美的英国陆军和海军。他们同时担任了第二次大陆会议的和平专员。1794年，理查德·何奥(Richard Howe) 在光荣的六月一日 (Glorious First of June) 上声名鹊起。小儿子托马斯·何奥为东印度公司指挥船只，并对马德拉和迄今为止鲜为人知的科摩罗群岛进行了观察。

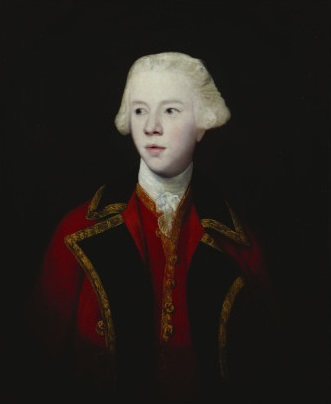
乔治·何奥将军
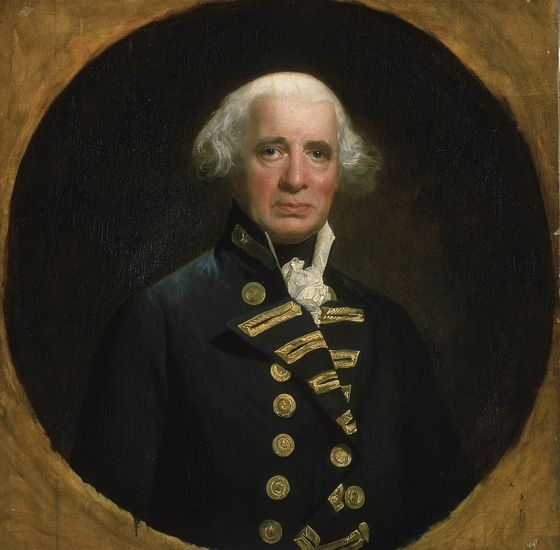
理查德·何奥海军上将
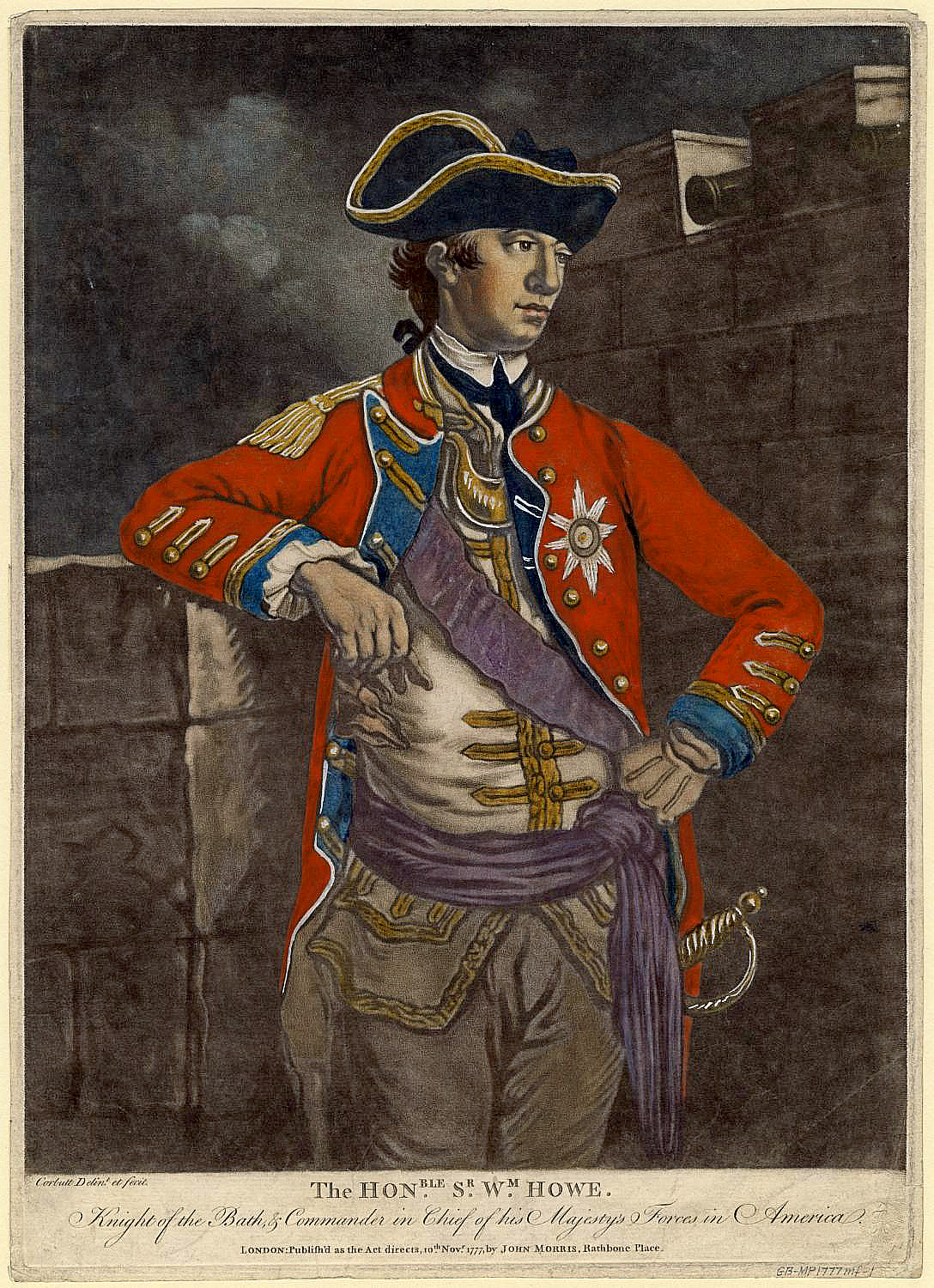
威廉·何奥爵士